# Primera División 1980-1981 (Spagna)
La Primera División 1980-1981 è stata la 50ª edizione della massima serie del campionato spagnolo di calcio, disputato tra il 6 settembre 1980 e il 26 aprile 1981 e concluso con la vittoria della Real Sociedad, al suo primo titolo.
Capocannoniere del torneo è stato Quini (Barcellona) con 20 reti.

## Stagione
Il torneo vide l'iniziale fuga del Real Saragozza, a punteggio pieno per le prime tre giornate della classifica nella stagione 1980-81 della Primera División. Nonostante una piccola flessione, la squadra riuscì a mantenere la vetta in solitaria per altre due giornate, finché fu raggiunta dall'Atlético Madrid. I colchoneros presero alla settima giornata il comando della classifica solitario e dettero avvio ad una fuga, totalizzando in due turni un vantaggio sul Valencia, principale inseguitore, e assicurandosi il platonico titolo di campioni d'inverno con una giornata di anticipo.
All'inizio del girone di ritorno l'Atlético Madrid allungò il passo rispetto alle concorrenti arrivando alla seconda giornata a +4 sul Valencia e a +5 sulla Real Sociedad. Tuttavia, nel giro di due giornate, i colchoneros subirono due sconfitte consecutive che permisero un avvicinamento da parte del Valencia e del Barcellona, a -1 sulla capolista a partire dalla ventitreesima giornata. I blaugrana furono mandati indietro di quattro punti in due giornate, ma tra il ventinovesimo e il trentunesimo turno i colchoneros dilapidarono il loro vantaggio venendo raggiunti da una Real Sociedad in rimonta.
Gli stessi baschi dopo una giornata passarono in testa alla classifica e mantennero il primato fino alla fine, nonostante l'ultima giornata, giocata il 26 aprile, avesse visto l'aggancio da parte del Real Madrid, svantaggiato negli scontri diretti nei confronti della capolista. I verdetti della zona UEFA furono, ad eccezione del Real Madrid secondo, tutti decisi all'ultima giornata: assieme all'Atlético Madrid si qualificò il Valencia, a spese del Barcellona.
Poco avvincente la lotta per non retrocedere: con una giornata di anticipo retrocesse l'ultima squadra rimasta in corsa, il Real Murcia, che accompagnò in Segunda División il Salamanca e l'Almería, già retrocesse con alcune giornate di anticipo.

## Squadre partecipanti

### Allenatori esonerati, dimessi o subentrati
Fonte:
- Athletic Bilbao: esonerato Helmut Senekowitsch, subentrato Iñaki Sáez
- Real Saragozza: esonerato Leo Beenhakker, subentrato ed esonerato Luis Costa, subentrato Manuel José Villanova
- Las Palmas: esonerato José Manuel León, subentrato Antonio Ruiz
- Real Murcia: esonerato José Víctor Rodríguez, subentrato José Antonio Irulegui
- Salamanca: esonerato Neme, subentrato Juan Muñoz
- Almería: esonerato Salvador Echave, subentrato ed esonerato Arsenio Iglesias, esonerato Enrique Alés

## Classifica finale
|       | Pos. | Squadra         | Pt | G  | V  | N  | P  | GF | GS | DR  |
| ----- | ---- | --------------- | -- | -- | -- | -- | -- | -- | -- | --- |
|       | 1.   | Real Sociedad   | 45 | 34 | 19 | 7  | 8  | 52 | 29 | +23 |
|       | 2.   | Real Madrid     | 45 | 34 | 20 | 5  | 9  | 66 | 37 | +29 |
|       | 3.   | Atlético Madrid | 42 | 34 | 16 | 10 | 8  | 46 | 39 | +7  |
|       | 4.   | Valencia        | 42 | 34 | 17 | 8  | 9  | 59 | 41 | +18 |
| [ 3 ] | 5.   | Barcellona      | 41 | 34 | 18 | 5  | 11 | 66 | 41 | +25 |
|       | 6.   | Real Betis      | 40 | 34 | 17 | 6  | 11 | 55 | 38 | +17 |
|       | 7.   | Sporting Gijón  | 38 | 34 | 14 | 10 | 10 | 58 | 40 | +18 |
|       | 8.   | Siviglia        | 37 | 34 | 14 | 9  | 11 | 34 | 42 | -8  |
|       | 9.   | Athletic Bilbao | 35 | 34 | 14 | 7  | 13 | 64 | 53 | 11  |
|       | 10.  | Español         | 34 | 34 | 14 | 6  | 14 | 37 | 42 | -5  |
|       | 11.  | Osasuna         | 32 | 34 | 12 | 8  | 14 | 35 | 46 | -11 |
|       | 12.  | Real Valladolid | 31 | 34 | 9  | 13 | 12 | 40 | 46 | -6  |
|       | 13.  | Hércules        | 30 | 34 | 10 | 10 | 14 | 42 | 48 | -6  |
|       | 14.  | Real Saragozza  | 29 | 34 | 9  | 11 | 14 | 31 | 44 | -13 |
|       | 15.  | Las Palmas      | 28 | 34 | 12 | 4  | 18 | 47 | 61 | -14 |
|       | 16.  | Real Murcia     | 23 | 34 | 8  | 7  | 19 | 35 | 49 | -14 |
|       | 17.  | Salamanca       | 21 | 34 | 7  | 7  | 20 | 32 | 67 | -35 |
|       | 18.  | Almería         | 19 | 34 | 6  | 7  | 21 | 30 | 66 | -36 |

Legenda:
      Campione di Spagna e qualificata in Coppa dei Campioni 1981-1982
      Qualificata in Coppa delle Coppe 1981-1982
      Qualificate in Coppa UEFA 1981-1982
      Retrocesse in Segunda División 1981-1982
Regolamento:
Due punti a vittoria, uno a pareggio, zero a sconfitta.
In caso di arrivo di due o più squadre a pari punti, la graduatoria verrà stilata secondo la classifica avulsa tra le squadre interessate che prevede, in ordine, i seguenti criteri:
- Punti negli scontri diretti.
- Differenza reti negli scontri diretti.
- Differenza reti generale.
- Reti realizzate in generale.

## Risultati
|                 | ALM  | ATB  | ATM  | BAR  | BET  | ESP  | HER  | LPA  | OSA  | MUR  | RMA  | RSO  | VLD  | RSA  | SAL  | SIV  | SPG  | VAL  |
| --------------- | ---- | ---- | ---- | ---- | ---- | ---- | ---- | ---- | ---- | ---- | ---- | ---- | ---- | ---- | ---- | ---- | ---- | ---- |
| Almería         | –––– | 1-1  | 2-1  | 2-5  | 0-2  | 2-0  | 0-3  | 0-1  | 1-1  | 0-0  | 1-2  | 3-2  | 1-1  | 3-1  | 3-2  | 0-0  | 1-1  | 1-0  |
| Atlético Bilbao | 5-1  | –––– | 3-1  | 4-1  | 2-0  | 1-2  | 5-3  | 1-3  | 1-1  | 3-0  | 1-1  | 0-2  | 4-1  | 0-1  | 6-1  | 3-0  | 1-1  | 4-0  |
| Atletico Madrid | 2-1  | 2-1  | –––– | 1-0  | 0-4  | 1-0  | 1-0  | 2-2  | 0-0  | 2-1  | 3-1  | 2-0  | 5-2  | 1-2  | 1-1  | 2-0  | 0-0  | 3-1  |
| Barcellona      | 6-0  | 0-1  | 4-2  | –––– | 1-3  | 3-1  | 6-0  | 1-0  | 6-0  | 1-0  | 2-1  | 2-0  | 2-1  | 0-0  | 3-0  | 3-1  | 3-1  | 0-3  |
| Betis           | 2-0  | 2-0  | 0-1  | 1-1  | –––– | 1-2  | 2-0  | 4-1  | 1-1  | 1-0  | 1-1  | 1-0  | 2-2  | 2-0  | 5-0  | 2-0  | 2-0  | 1-1  |
| Español         | 1-0  | 1-0  | 2-0  | 1-0  | 1-2  | –––– | 2-1  | 3-1  | 0-0  | 2-1  | 2-1  | 0-0  | 0-0  | 1-1  | 2-1  | 2-2  | 1-0  | 1-2  |
| Hércules        | 1-0  | 1-2  | 1-2  | 0-1  | 0-1  | 2-0  | –––– | 2-3  | 0-0  | 1-0  | 1-2  | 2-0  | 1-1  | 1-1  | 3-2  | 5-1  | 1-1  | 1-1  |
| Las Palmas      | 3-0  | 1-3  | 1-1  | 1-4  | 2-4  | 2-0  | 1-1  | –––– | 2-0  | 1-2  | 1-0  | 0-3  | 0-2  | 3-0  | 1-1  | 1-2  | 3-1  | 1-4  |
| Osasuna         | 2-1  | 2-0  | 0-0  | 1-0  | 1-2  | 1-0  | 1-2  | 1-0  | –––– | 3-1  | 1-2  | 0-3  | 2-0  | 1-0  | 1-1  | 2-1  | 3-0  | 2-0  |
| Real Murcia     | 2-1  | 5-4  | 0-2  | 1-2  | 2-0  | 1-1  | 2-2  | 1-2  | 1-0  | –––– | 1-1  | 0-2  | 0-0  | 0-1  | 1-1  | 0-0  | 2-1  | 0-2  |
| Real Madrid     | 4-0  | 7-1  | 2-0  | 3-0  | 4-2  | 1-2  | 3-0  | 3-0  | 3-1  | 4-0  | –––– | 1-0  | 1-1  | 2-0  | 2-0  | 3-2  | 1-0  | 2-1  |
| Real Sociedad   | 3-1  | 4-1  | 2-2  | 2-0  | 2-2  | 2-1  | 1-1  | 2-0  | 2-1  | 1-0  | 3-1  | –––– | 1-0  | 1-0  | 1-0  | 3-0  | 1-2  | 2-1  |
| Real Valladolid | 0-0  | 0-0  | 0-2  | 1-1  | 2-1  | 3-1  | 2-1  | 3-1  | 2-1  | 1-0  | 1-3  | 0-0  | –––– | 1-1  | 3-0  | 2-3  | 1-2  | 2-0  |
| Real Saragozza  | 1-0  | 2-3  | 0-1  | 1-2  | 2-0  | 2-1  | 1-1  | 2-3  | 3-1  | 1-6  | 0-0  | 0-1  | 1-1  | –––– | 2-0  | 2-0  | 0-0  | 1-1  |
| Salamanca       | 3-2  | 2-1  | 1-1  | 2-1  | 2-0  | 3-2  | 0-1  | 0-2  | 1-2  | 0-3  | 1-3  | 0-2  | 2-1  | 3-1  | –––– | 0-0  | 2-2  | 0-1  |
| Siviglia        | 1-0  | 2-0  | 1-1  | 1-1  | 2-1  | 2-0  | 0-0  | 3-2  | 1-0  | 1-0  | 2-0  | 0-0  | 1-0  | 0-0  | 1-0  | –––– | 3-2  | 1-0  |
| Sporting Gijón  | 5-2  | 1-1  | 3-0  | 2-1  | 2-0  | 0-1  | 3-1  | 2-1  | 5-1  | 2-0  | 4-0  | 2-2  | 4-1  | 1-1  | 4-0  | 3-0  | –––– | 0-0  |
| Valencia        | 3-1  | 0-0  | 1-1  | 3-3  | 3-1  | 3-1  | 0-2  | 3-1  | 4-1  | 3-2  | 2-1  | 3-2  | 2-2  | 3-0  | 3-0  | 2-0  | 3-1  | –––– |

## Statistiche

### Squadre

#### Capoliste solitarie
|    | —— | ——             | ——             | ——             | —— | ——              | ——              | ——              | ——              | ——              | ——              | ——              | ——              | ——              | ——              | ——              | ——              | ——              | ——              | ——              | ——              | ——              | ——              | ——              | ——              | ——              | ——              | ——              | ——              | ——  | ——            | ——            | ——            | —— |  |
|    |    | Real Saragozza | Real Saragozza | Real Saragozza |    | Atlético Madrid | Atlético Madrid | Atlético Madrid | Atlético Madrid | Atlético Madrid | Atlético Madrid | Atlético Madrid | Atlético Madrid | Atlético Madrid | Atlético Madrid | Atlético Madrid | Atlético Madrid | Atlético Madrid | Atlético Madrid | Atlético Madrid | Atlético Madrid | Atlético Madrid | Atlético Madrid | Atlético Madrid | Atlético Madrid | Atlético Madrid | Atlético Madrid | Atlético Madrid | Atlético Madrid |     | Real Sociedad | Real Sociedad | Real Sociedad |    |  |
|    |    |                |                |                |    |                 |                 |                 |                 |                 |                 |                 |                 |                 |                 |                 |                 |                 |                 |                 |                 |                 |                 |                 |                 |                 |                 |                 |                 |     |               |               |               |    |  |
|    |    |                |                |                |    |                 |                 |                 |                 |                 |                 |                 |                 |                 |                 |                 |                 |                 |                 |                 |                 |                 |                 |                 |                 |                 |                 |                 |                 |     |               |               |               |    |  |
| 1ª | 2ª | 3ª             | 4ª             | 5ª             | 6ª | 7ª              | 8ª              | 9ª              | 10ª             | 11ª             | 12ª             | 13ª             | 14ª             | 15ª             | 16ª             | 17ª             | 18ª             | 19ª             | 20ª             | 21ª             | 22ª             | 23ª             | 24ª             | 25ª             | 26ª             | 27ª             | 28ª             | 29ª             | 30ª             | 31ª | 32ª           | 33ª           | 34ª           |    |  |

#### Primati stagionali
- Maggior numero di vittorie: Real Madrid (20)
- Minor numero di sconfitte: Real Sociedad, Atlético Madrid (8)
- Migliore attacco: Real Madrid, Barcellona (66 reti segnate)
- Miglior difesa: Real Sociedad (29 reti subite)
- Miglior differenza reti: Real Madrid (+29)
- Maggior numero di pareggi: Real Valladolid (13)
- Minor numero di pareggi: Las Palmas (4)
- Maggior numero di sconfitte: Almería (21)
- Minor numero di vittorie: Almería (6)
- Peggior attacco: Almería (30 reti segnate)
- Peggior difesa: Salamanca (67 reti subite)
- Peggior differenza reti: Almería (-36)

### Individuali

#### Classifica marcatori
Fonte:
| Gol |  |  | Giocatore               | Squadra         |
| --- |  |  | ----------------------- | --------------- |
| 20  |  |  | Quini                   | Barcellona      |
| 19  |  |  | Juanito                 | Real Madrid     |
| 17  |  |  | Dani                    | Athletic Bilbao |
| 16  |  |  | Enrique Morán Blanco    | Betis           |
| 16  |  |  | Jesús María Satrústegui | Real Sociedad   |